# Nedjeljko Dugonjić Vrhovčić
Nedjeljko Dugonjić Vrhovčić (Vareš, 19. ožujka 1885. – Visoko, 2. listopada 1918.) bio je hrvatski katolički svećenik iz reda franjevaca, pjesnik i pripovjedač. 

## Životopis
Gimnaziju je pohađao od 1899. do 1904. u Gučoj Gori kod Travnika i u Visokom. U Franjevački red ušao je u Fojnici 1904. godine. Studirao je filozofiju i teologiju u Livnu i Sarajevu od 1906. do 1910., a za svećenika je zaređen 1909. godine.
Službovao je kao kapelan u Jajcu, Tuzli i Varešu.
Pisao je pod pseudonimima: Serafin Zvjezdanov, Ljubomir Budimirov, Dug Vrhovčić, Nedj. Dugonić i Nedjeljko.

## Djela
- „Kraljici Hrvata” (Tuzla, 1912.)
- „Svibanjske ruže” (Tuzla, 1914.)
- „Ratni zvuci” (Tuzla, 1914.)
- „Zabavni i poučni kalendar za prostu godinu 1914.” (Tuzla, 1914.)
- „Serafski zvuci” (suautor V. Rožman; Zagreb, 1915.)[1]

### Članci
- Kovačić, Anto Slavko. 1993. Dugonjić Vrhovčić, Nedjeljko. Hrvatski biografski leksikon. Zagreb.  journal zahtijeva |journal= (pomoć)